# صادق شرفكندي

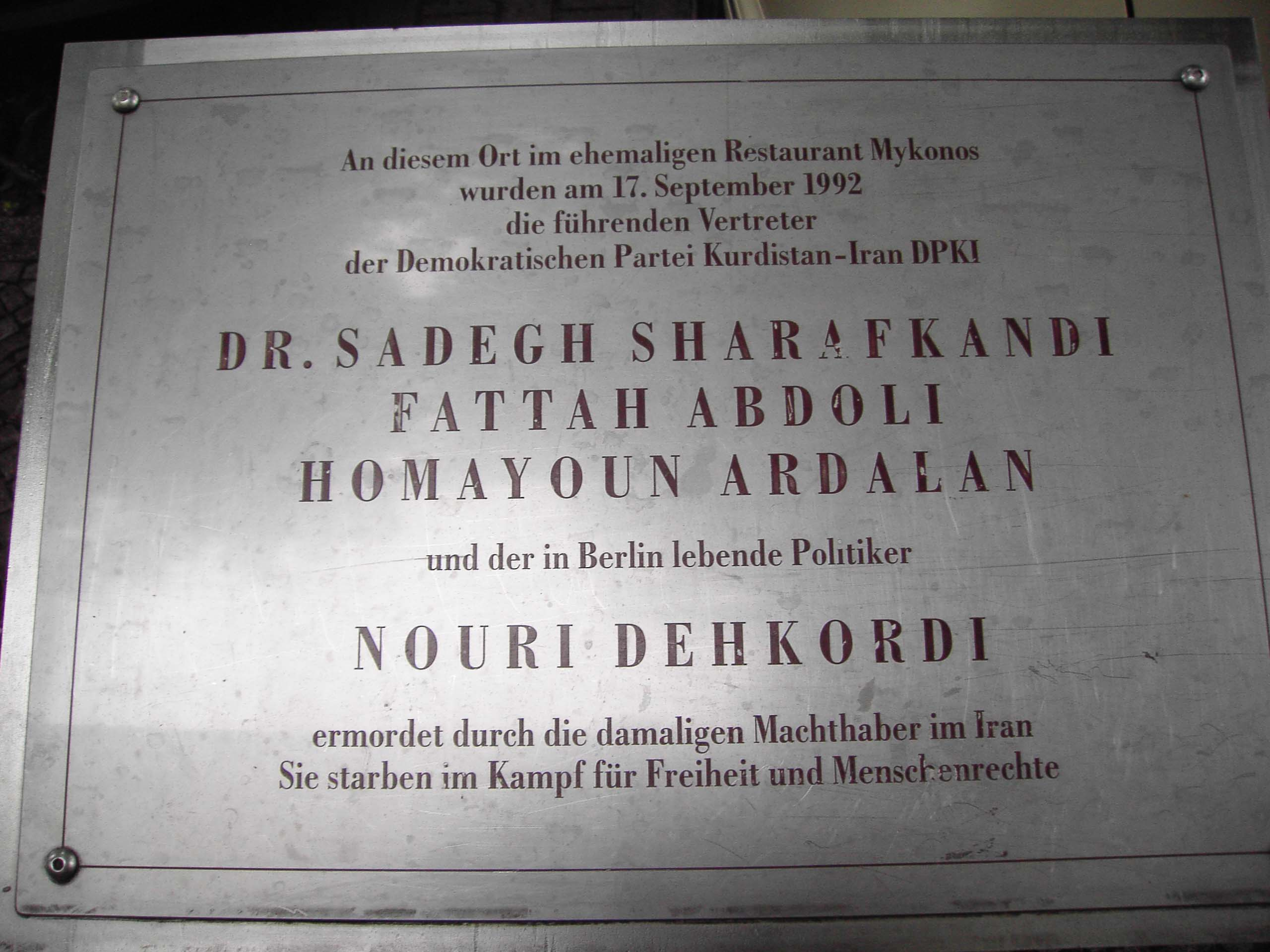
لافتة كتبت بالألمانية حول تعرض 3 معارضين إيرانيين لعملية الإغتيال في العاصمة الألمانية برلين سنه 1992.

صادق شرفكندي (بالكردية: سادق شەرەفکەندی) (11 يناير 1938 في بوكان، 17 سبتمبر 1992 في برلين) كان ناشطاً سياسياً كردياً والأمين العام لحزب الديمقراطي الكردستاني الإيراني (PDKI).
اغتيل مع مساعديه الثلاثة بمقهى في برلين.